# Владимирский сад
Владимирский сад — одна из достопримечательностей Ульяновска, памятник природы, занесён в соответствующий кадастр как ООПТ Ульяновской области.

## История
В 1872 году городская управа обратила внимание городской думы на то, что около водопроводной башни у Соборной площади, остаётся без пользы обширное место, принадлежащее городу, тогда как оно представляет все удобства к тому, чтобы здесь был разведён сад для гулянья. В 1873 году, с разрешения городской думы, ассигновавшей достаточный кредит на работы, городская управа приступила, к планировке сада, огородила его забором и начала сажать деревья. В 1889 году сад с северной части был отделён решёткой от бульвара Новый Венец, в нём был построен фонтан с фигурой девочки в полный рост в центре и шестью херувимами по окружности чаши. Сад назвали в честь симбирского губернатора графа Владимира Владимировича Орлова-Давыдова.
В 1919 году в здании бывшего Общественного собрания, находившегося на территории сада, был открыт Народный дом имени Я. М. Свердлова. Тогда же переименовали примыкавший к Народному дому Владимирский общественный сад в парк им. Я. М. Свердлова.
С мая по сентябрь 1937 года вход в парк был платным.
Даже в тяжёлые послевоенные годы парк был первым объектом строительства общегородского значения. Весной и летом 1945 года проводилось озеленение и благоустройство парка.
В 1947—1948 годах, к 300-летию города, была проведена реконструкция парка и металлической ограды. Тогда же была выстроена арка главного входа, сооружена каменная лестница с декоративными вазонами на тумбах.
22 ноября 2010 года постановлением главы города парку им. Я. М. Свердлова возвращено историческое название «Владимирский сад».
В 2011 году была произведена реконструкция входной группы и освещения, отремонтирована летняя эстрада. В саду были высажены газоны и разбиты цветники, отремонтированы аттракционы и установлены павильоны касс. Главной изюминкой парка стал восстановленный фонтан с возвращённой скульптурной группой XIX века — девочкой с чашей и херувимами.
С 2016 года «Владимирский сад» входит в МАУК «Дирекция парков Ульяновска».
В 2019 году парк культуры и отдыха Владимирский сад определён как особо охраняемая природная территория местного значения.

## Описание
Сад расположен в историческом центре города Ульяновска, с юго-восточной стороны Соборной площади, в верхней части Волжского косогора. Границы ООПТ: северная — Соборная площадь, южная — спуск Степана Разина, западная — ул. Плеханова, восточная — парк «Дружбы народов». Площадь парка — 26,5 га. Абсолютные отметки 150—155 м. До минус 35—45 м. Сад находится в верхней части волжского косогора.

## Сад на старых фото

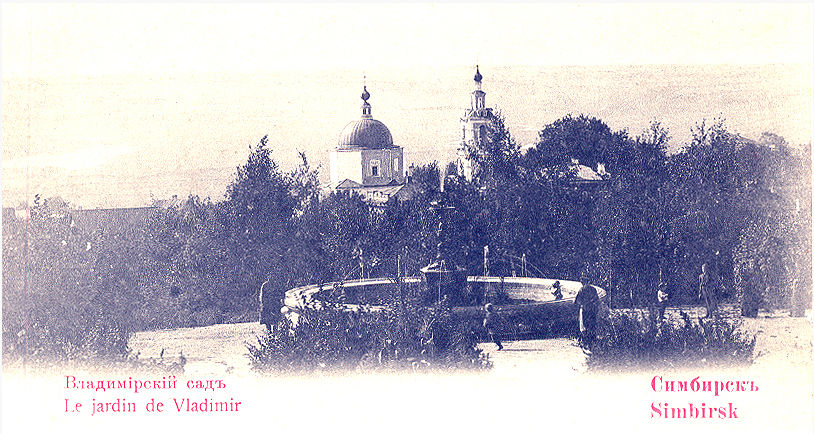
Владимирский сад и Тихвинская церковь.
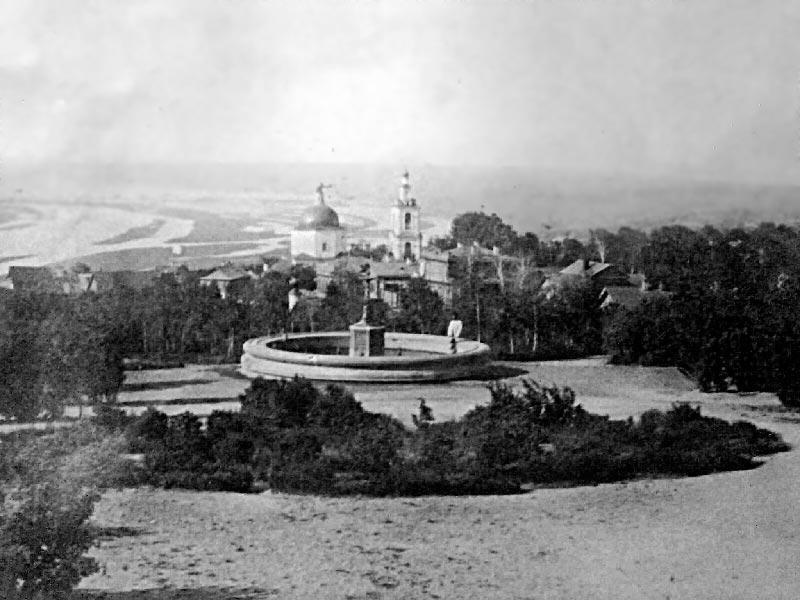
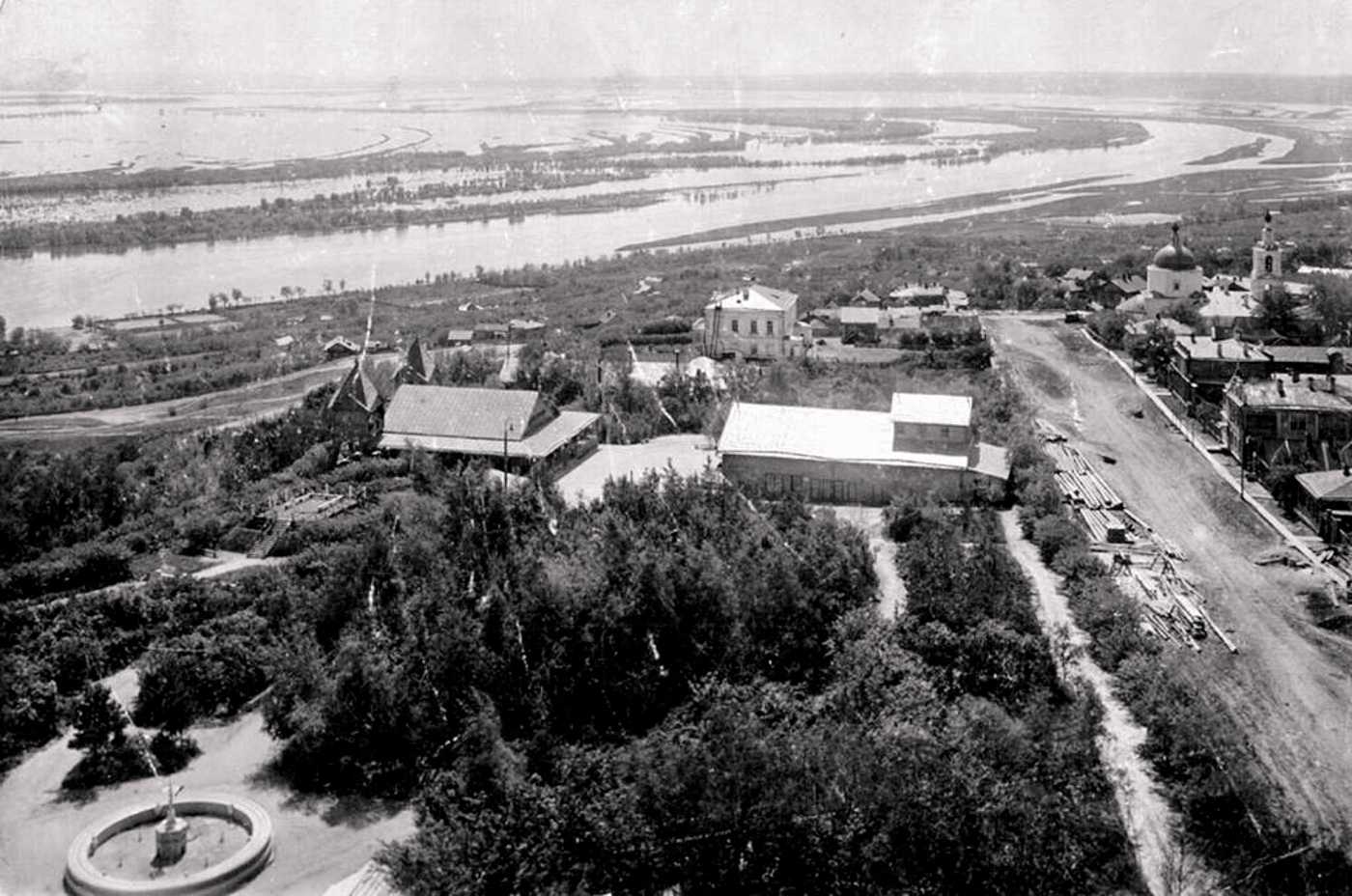
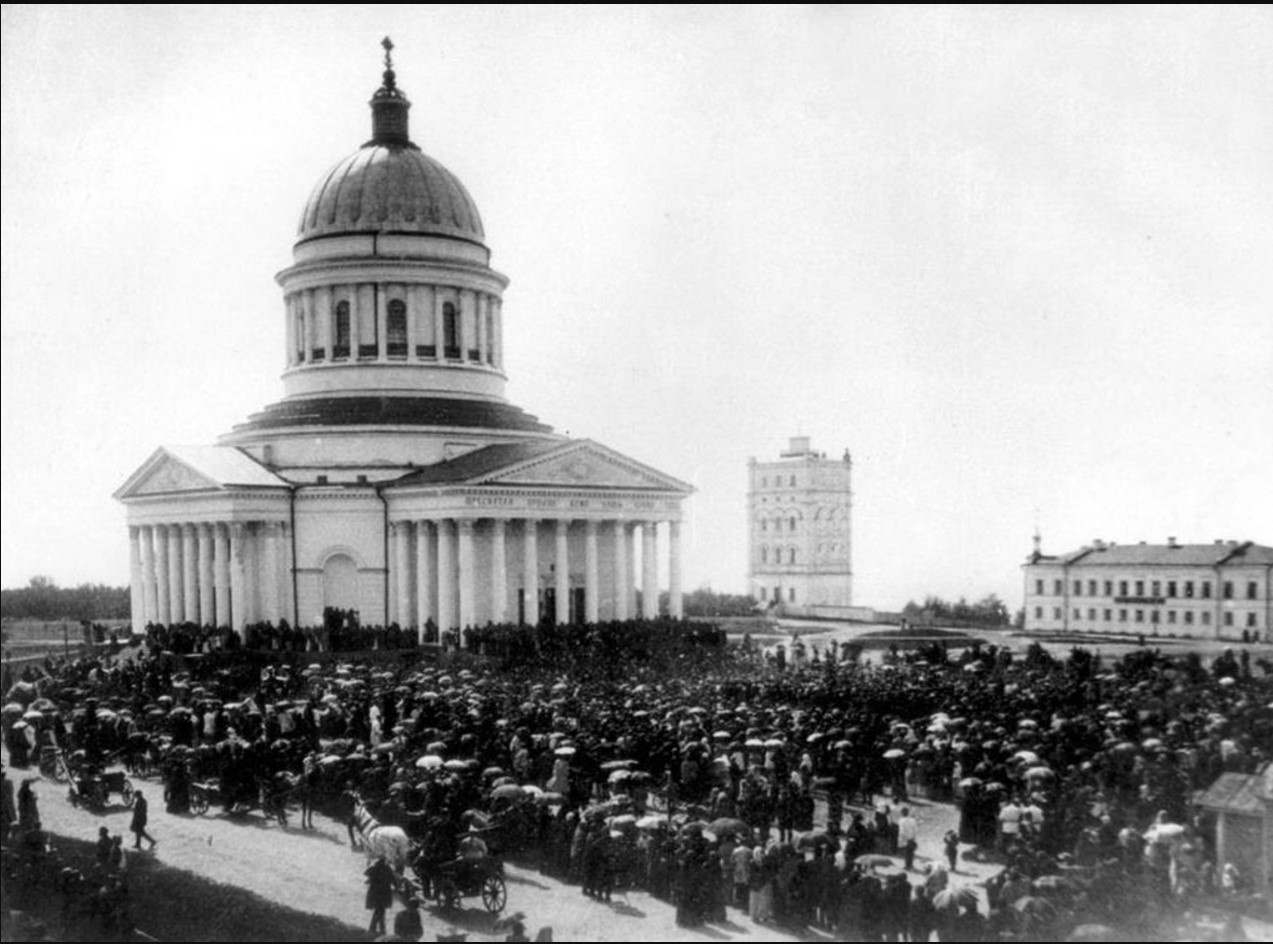
Соборная площадь в день приезда Иоанна Кронштадтского (1894). На дальнем плане видны Владимирская башня и вход во Владимирский сад.

## Галерея

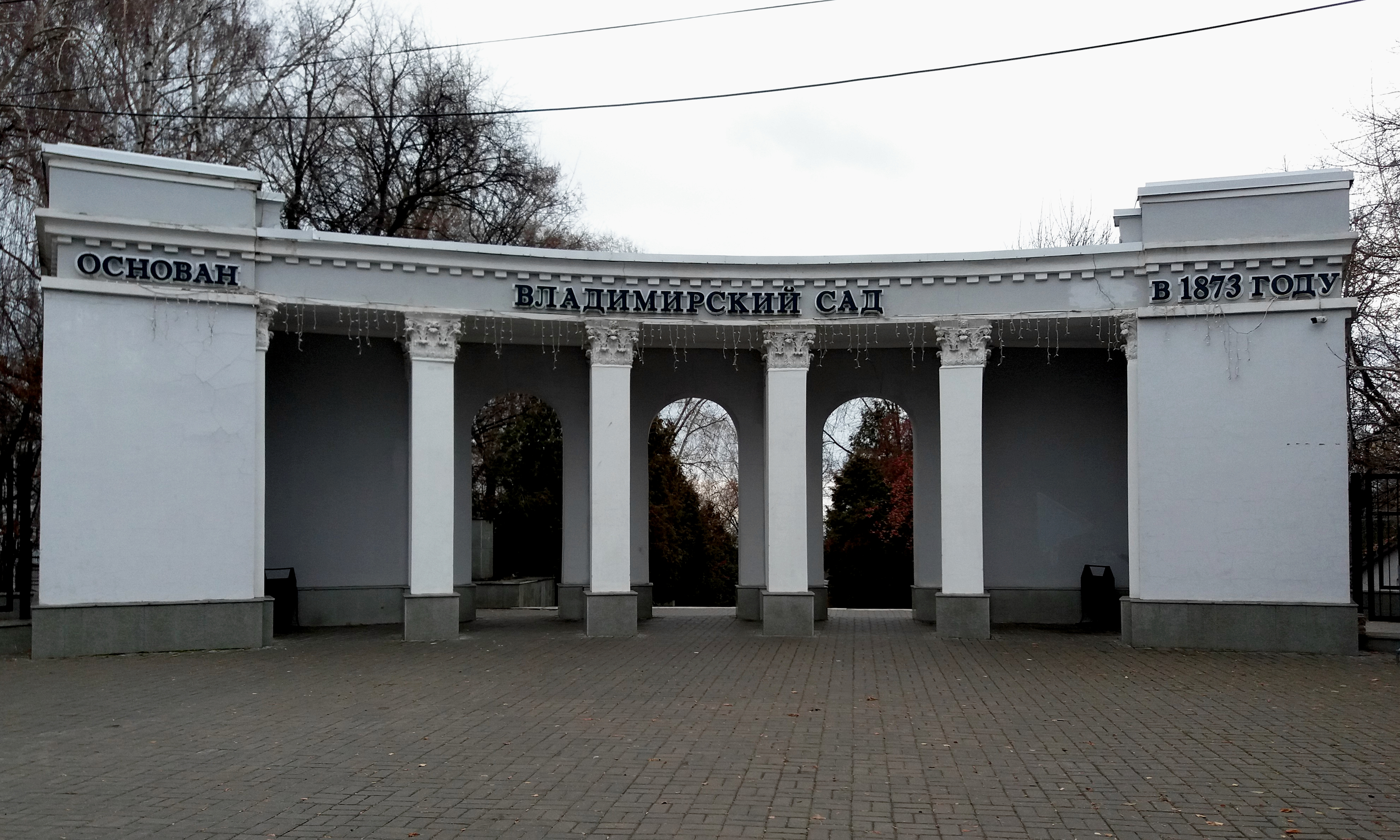
Арка Владимирского сада.
Фонтан во Владимирском саде.
Памятная доска во Владимирском саду.
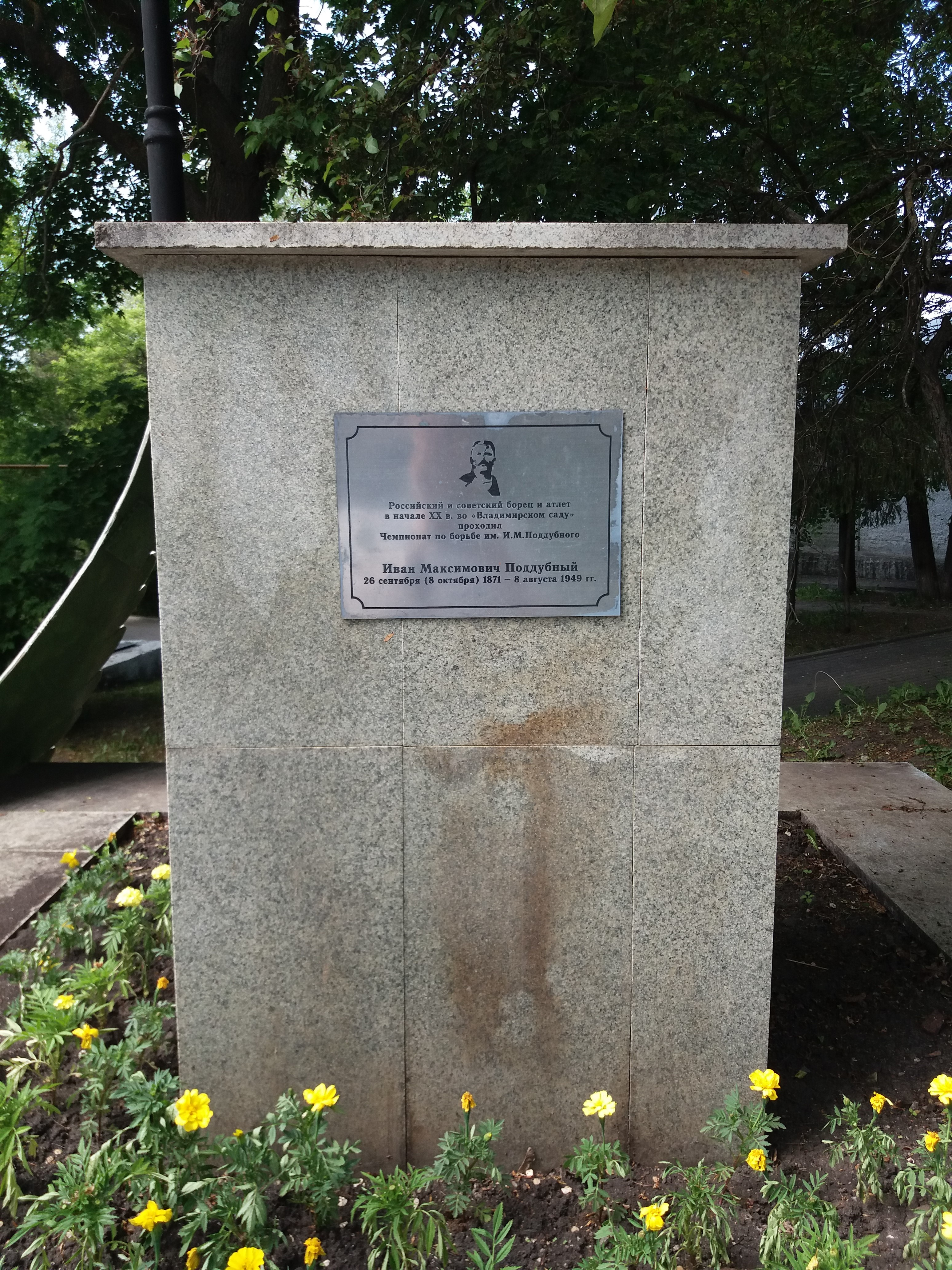
Памятная доска во Владимирском саду.
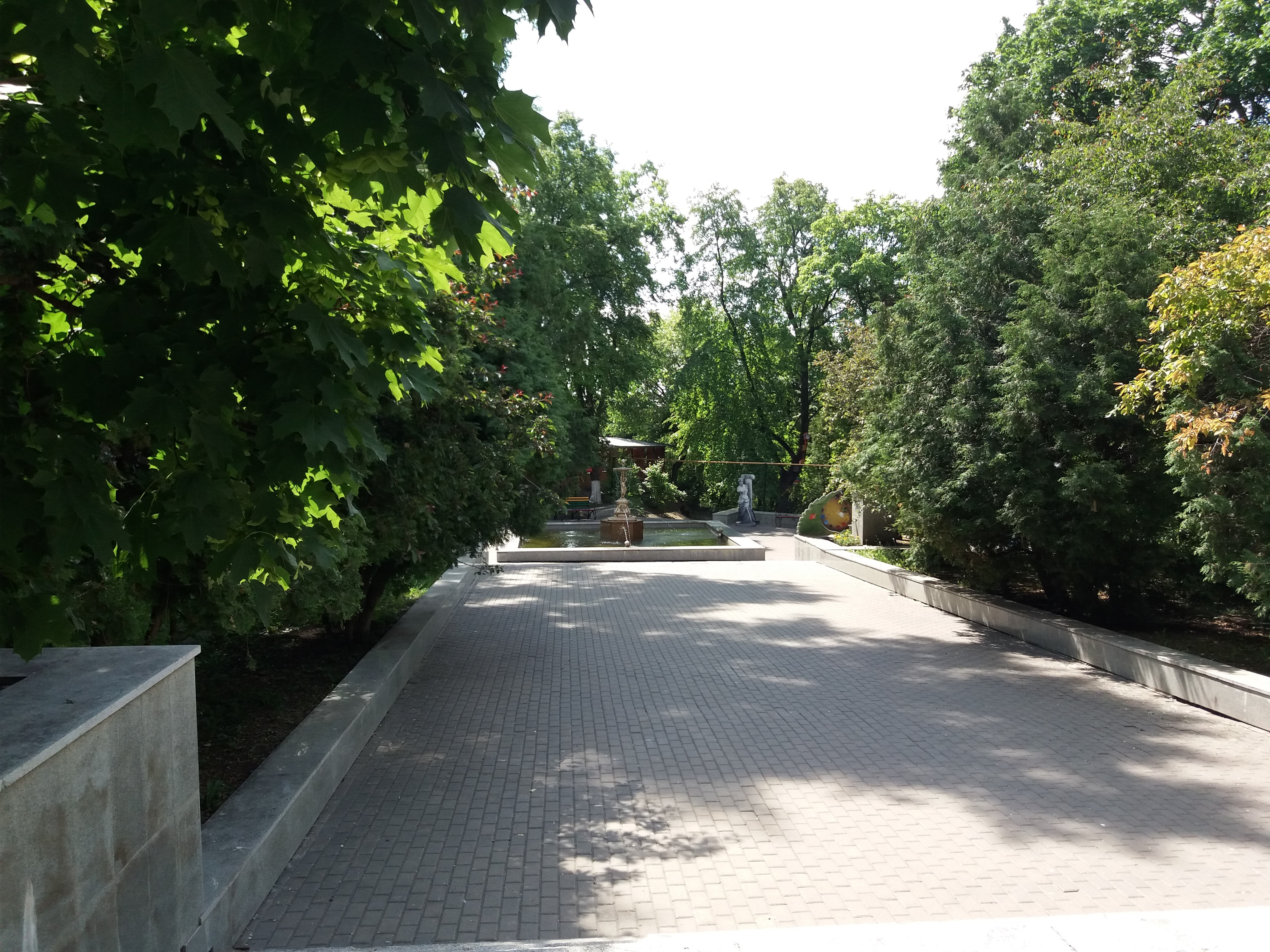
Владимирский сад (центральная аллея).
Танцевальная площадка и сцена во Владимирском саду.
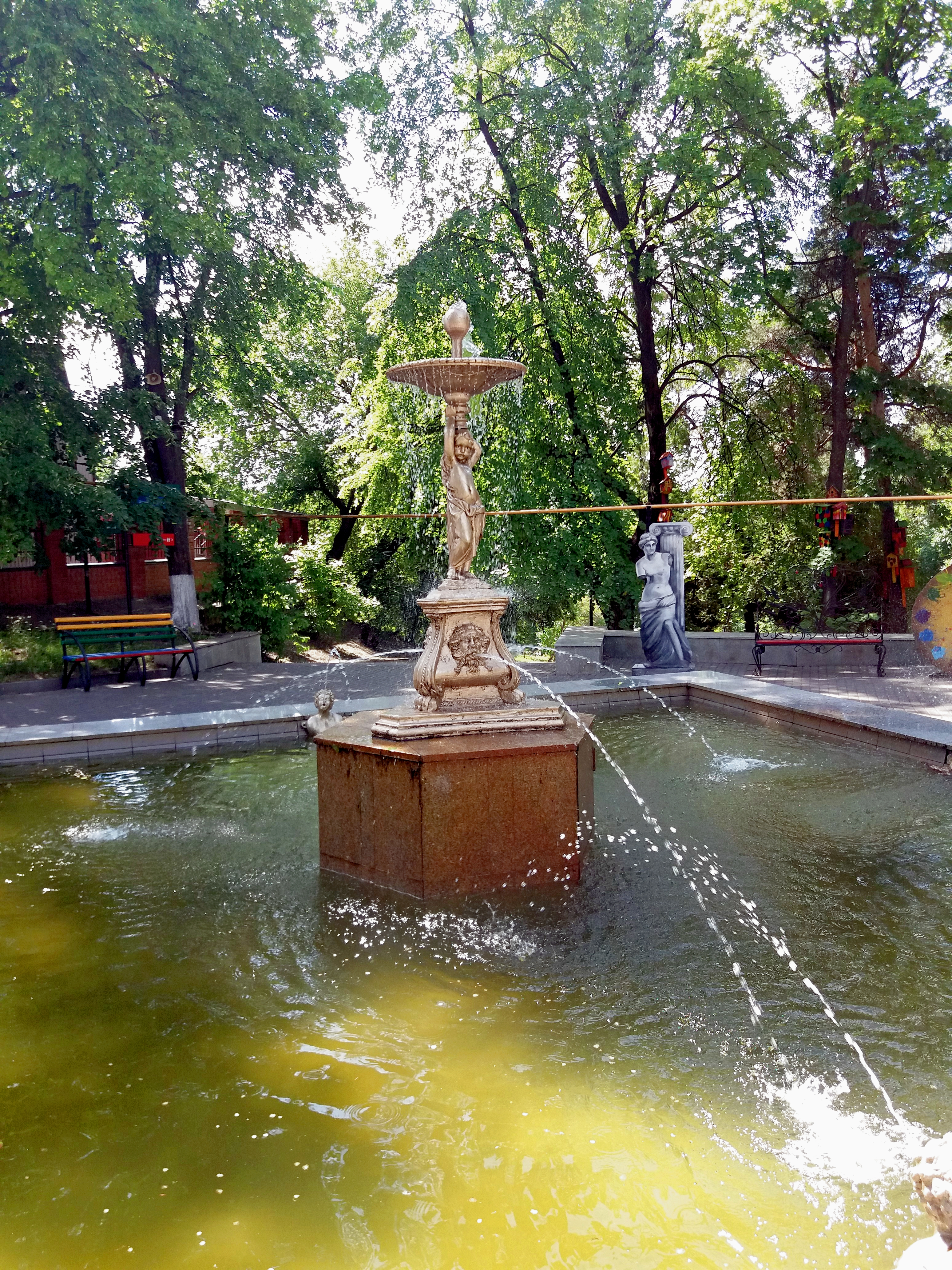
Фонтан.
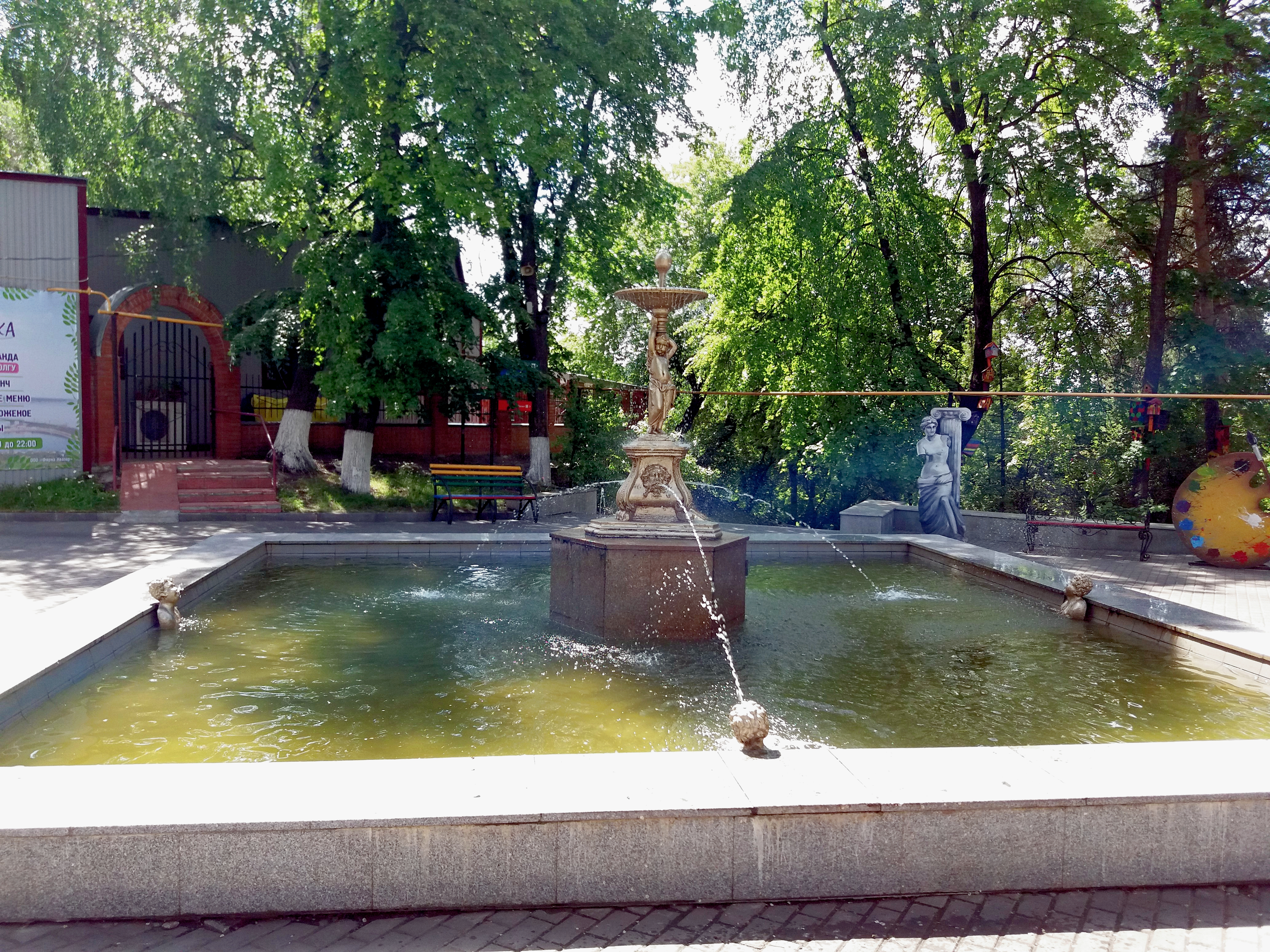
Фонтан.
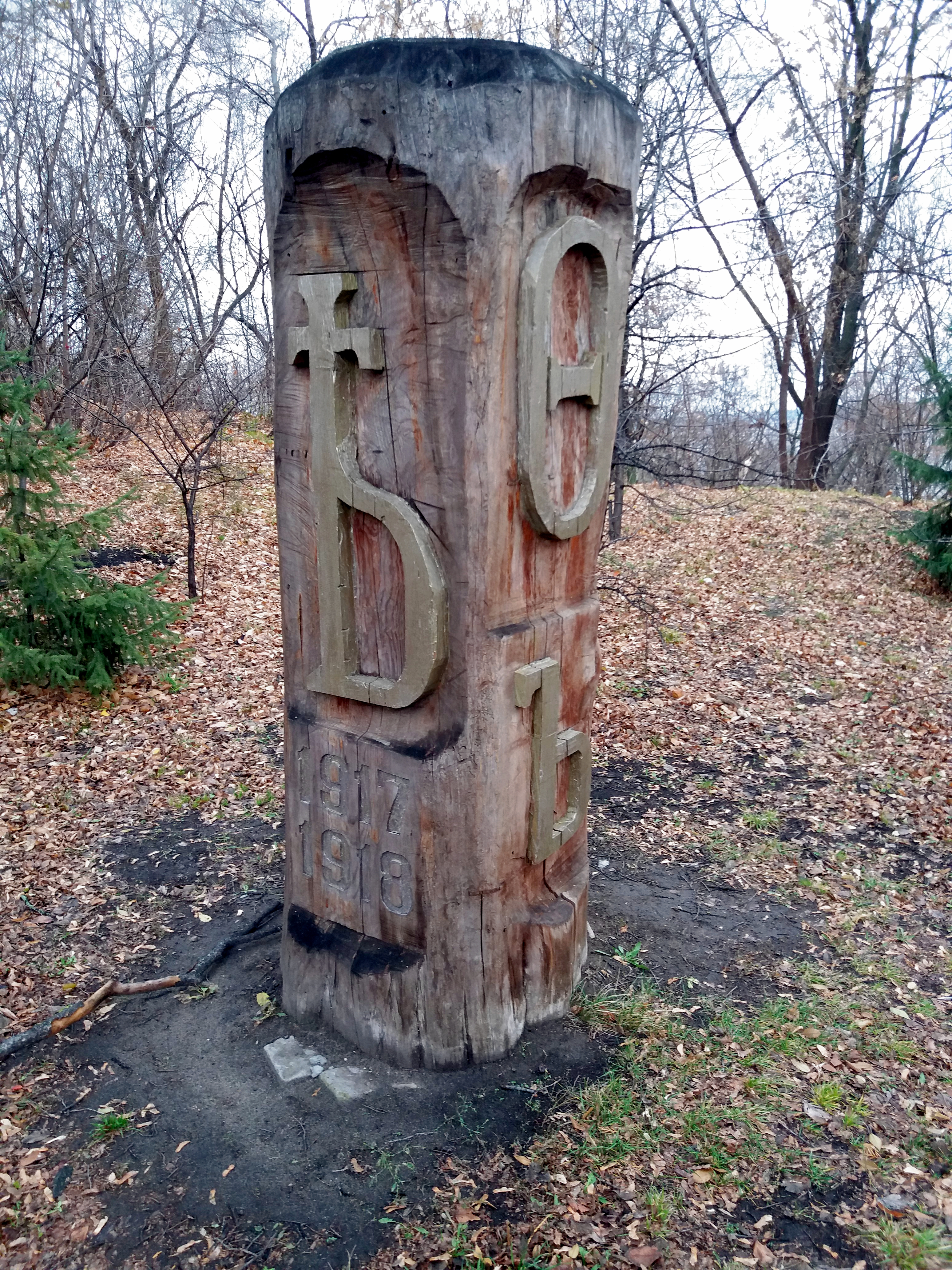
Памятник утраченным буквам.